# Herkules (film fra 1997)
 For alternative betydninger, se Herkules (flertydig). (Se også artikler, som begynder med Herkules)
Herkules (engelsk: Hercules) er en amerikansk animationsfilm fra 1997, som er produceret af Walt Disney Feature Animation for Walt Disney Pictures. Filmen er den 35. i rækken af Disneys klassikere og den 8. i rækken af film produceret under Disneys renæssance. Filmen, som er instrueret af Ron Clements og John Musker, er løst baseret på historien om den legendariske helt Herakles (i filmen kaldt ved hans romerske navn, Herkules), som er søn af tordenguden Zeus fra den græske mytologi.
Herkules blev udgivet i USA den 13. juni 1997 (i Danmark i november 1997), og modtog generelt positive anmeldelser, hvorimod animationen, filmens visuelle stil og musikken modtog blandede anmeldelser. Til trods for de overvejende positive anmeldelser indfriede Herkules ikke forventningerne opsat af dens yderst succesfulde forgængere, men endte alligevel med at indtjene 1,5 mia. kr. verdenen over. Herkules blev senere efterfulgt af en kort direkte-til-video prequel Herkules: Zero to Hero, som blev til pilotepisoden i den animerede tv-serie Herkules, ligesom at det i 2020 blev annonceret at en live-action-genindspilning af filmen er under produktion.

## Handling
I oldtidens Grækenland på det hellige bjerg Olympen, fejrer guderne Zeus og Hera deres nyfødte søn, Herkules. Mens alle de andre guder er glædelige over Herkules, går Zeus' bitre og jaloux bror, Hades, underverdenens hersker, med planer om at vælte sin bror af tronen og overtage hans herredømme over Olympen. Hades spørger Skæbnegudinderne (gudinder for fortiden, nutiden og fremtiden) til råds, og han får at vide at han om 18 år vil få muligheden for at løslade sine titaner fra deres fængsel, da universets planeter da vil stå på lige linje. Hades vil da kunne bruge titanerne til at overtage Olympen, men dette vil kun kunne ske, hvis Herkules ikke kæmper imod. Hades sender straks sine to håndlangere, Pine og Plage, afsted til Olympen, hvor de kidnapper Herkules, og de tager ham med ned til menneskenes verden på Jorden, hvor de vil slå ham ihjel. De giver ham en flaske med dødelighedseliksir, men inden Herkules får drukket al eliksiren, kommer bonden Amphitryon og hans kone Alkmene forbi, hvilket får Pine og Plage til at tabe flasken, inden Herkules får drukket den sidste dråbe. De forsøger nu at angribe Herkules, som til trods for sin nu dødelighed, stadig har sin overmenneskelige styrke, og Herkules overvinder Pine og Plage. Rædselsslagende for Hades' vrede over deres mislykkede mission, beslutter de to sig for ikke fortælle Hades om det.
År senere, er Herkules nu vokset op og blevet en teenager, som holdes udenfor og drilles for sin manglende evne til at kunne styre sin overmenneskelige styrke, og efter en nær fatal ødelæggelse af landsbyens markedsplads, indser Herkules at han ikke hører til i landsbyen. Hans forældre viser ham nu halskæden med Olympens mærke, som Herkules havde på den nat de fandt ham, og Herkules beslutter sig for at tage til Zeus' tempel for at få svar. I templet vækkes statuen af Zeus til live, og Zeus fortæller nu Herkules alt, hvad der er sket, og hvordan han kan blive en gud igen ved at "blive en rigtig helt". Sammen med sin glemte barndomsven Pegasus, sender Zeus nu Herkules til satyren Philoctetes "Phil", som er kendt for at optræne store helte. Phil har dog trukket sig tilbage fra heltetræningen i frustration over at ingen af hans helte formåede så stor succes at de blev afbildet som et stjernebillede på nattehimlen. Med overtalelse fra Zeus indvilliger Phil i at træne Herkules. Efter at have færdiggjort sin træning nogle år efter, rejser Phil og Herkules til Theben. På vejen mødes de Megara, en sarkastisk og selvstændig ung kvinde, som Herkules redder fra centauren Nessus. Efter Herkules og de andre drager videre, bliver det afsløret af Megara er Hades' tjener, efter hun solgte sin sjæl til ham for at redde sin forlovede, som kort efter forlod hende. Da Megara fortæller om mødet med Herkules, indser Hades nu at Pine og Plage løj for ham og at han må tage sagen i egen hånd.
Ved sin ankomst i Theben, mødes Herkules med skepsis fra de lokale, indtil Megara dukker op og fortæller at to drenge er blevet fanget under en stor sten i en kløft. Herkules skynder sig afsted, løfter stenen væk og redder de to drenge, dog uvidende om at de er Pine og Plage i forklædning. Hades løslader nu Hydra, som Herkules, til Hades' store frustration, besejrer, og Herkules bliver nu anset som en helt af byen. Herkules besejrer efterfølgende alle monstre Hades sender imod ham, men til trods for at hans popularitet og formue stiger, fortæller Zeus Herkules at han endnu ikke er en "rigtig helt" uden at kunne forklare, hvad det indebærer. Trist og frustreret tilbringer Herkules den følgende dag med Megara, og de indser begge at de er forelskede i hinanden. Da Hades opdager Herkules' følelser, holder han Megara tilfangetagen, hvilket samtidig er dagen, hvor Hades' plan om at løslade titanerne sker. Hades opsøger Herkules, og til gengæld for Megaras løsladelse, opgiver Herkules sine kræfter for én dag på den betingelse at Megara forbliver uskadt. Efter Megaras løsladelse fortæller Hades nu at Megara har arbejdet for ham hele tiden, hvilket gør Herkules vred og ked af det.
Hades løslader nu titanerne, som drager til Olympen og kæmper med guderne, imens Kyklopen sendes til Theben for at dræbe Herkules. Herkules, som ikke længere har sin overmenneskelige styrke må ty til andre midler, og han formår at besejre Kyklopen. Dog falder en søjle ned over Megara og sårer hende dødeligt. Dette bryder Hades' løfte om at Megara ikke ville komme til skade, og Herkules får sin styrke igen. Herkules og Pegasus skynder sig nu til Olympen, hvor de besejrer titanerne og befrier de tilfangetagende guder, men Herkules når ikke tilbage til Megara i tide før hun dør.
Herkules tager nu til underverdenen, og dykker ned i floden Styx, hvor han henter Megaras sjæl op. Dette ville være fatalt for en dødelig, men fordi han uselvisk er villig til at ofre sig selv, bliver hans udødelighed genskabt og han er en gud igen. Til Hades' forfærdelse opstiger Herkules fra Styx med Megaras sjæl og Herkules skubber Hades ned i floden. Herkules bringer Megaras sjæl til hende, og hun genoplives. Hende og Herkules bliver nu kaldt til Olympen, hvor Zeus og Hera tager imod deres søn, og fortæller ham at han nu kan vende tilbage til sin retmæssige plads på Olympen med de andre guder. Herkules vælger dog et dødeligt liv på Jorden sammen med Megara, og sammen med sine venner rejser de tilbage til Theben, hvorfra de ser Zeus danne et stjernebillede af Herkules på himlen.
Igennem hele filmen bruges de fem muser Kalliope, Klio, Melpomene, Terpsichore og Thalia til at fortælle historien.

## Rollebesætning
| Engelske skuespillere | Danske skuespillere | Rolle           |
| --------------------- | ------------------- | --------------- |
| Josh Keaton           | Laus Høybye         | Unge Herkules   |
| Tate Donovan          | Jens Jacob Tychsen  | Voksen Herkules |
| Susan Egan            | Trine Dyrholm       | Megara          |
| Danny DeVito          | Lars Knutzon        | Phil            |
| James Woods           | Henning Jensen      | Hades           |
| Rip Torn              | Aage Haugland       | Zeus            |
| Samantha Eggar        | Ann Hjort           | Hera            |
| Bobcat Goldthwait     | Donald Andersen     | Pine            |
| Matt Frewer           | Thomas Mørk         | Plage           |
| Hal Holbrook          | Jørgen Teytaud      | Amfitryon       |
| Barbara Barrie        | Kirsten Cenius      | Alkmene         |
| Jim Cummings          | Peter Aude          | Nessos          |
| Paul Shaffler         | Lasse Lunderskov    | Hermes          |
| Carole Shelley        | Bente Eskesen       | Lachesis        |
| Lillias White         | Susanne Wiig Kalvåg | Kalliope        |
| Vanesse Thomas        | Julie Mortensen     | Kilo            |
| LaChanze              | Pia Trøjgård        | Terpsikore      |
| Roz Ryan              | Bebiane Bøje        | Thalia          |
| Charlton Heston       | Henning Moritzen    | Fortælleren     |

I øvrigt medvirkende i den danske udgave Peter Zhelder, Andreas Hviid, Sonny Lahey, Jonathan Gøransson, Lars Thiesgaard, Julian Thiesgaard Kellermann, Daniel Kellermann, Peter Aude, Bente Eskesen, Grethe Mogensen, Peter Røschke, Marie Schjeldal, Amalie Ihle Alstrup, Julie Lund, Lasse Lunderskov, Nis Bank-Mikkelsen, Vibeke Dueholm.

## Sangene
- "Tro vor gospel sang" ("The Gospel Truth")
- "Jeg vil finde vej" ("Go the Distance")
- "Et sidste håb" ("One Last Hope")
- "En helt man vil huske" ("Zero to Hero")
- "Jeg er den samme som før" ("I Won't Say (I'm in Love)")
- "For Herkules" ("A Star Is Born")

## Priser og nomineringer
Oscar
- 1998: Nomineret til "Best Music, Original Song" for "Jeg vil finde vej".  (Tabte til Titanic's "My Heart Will Go On")

Golden Globe
- 1998: Nomineret til "Best Original Song – Motion Picture" for "Jeg vil finde vej"

ASCAP Film and Television Music Awards
- 1998: Vandt "Top Box Office Films"

Saturn Academy Award of Science Fiction, Fantasy & Horror Films
- 1998: Nomineret til "Best Fantasy Film"

Annie Award
- 1997
  - Vandt "Best Individual Achievement: Character Animation: Hades"
  - Vandt "Best Individual Achievement: Directing in a Feature Production"
  - Vandt "Best Individual Achievement: Effects Animation"
  - Vandt "Best Individual Achievement: Producing in a Feature Production"
  - Nomineret til "Best Animated Feature"
  - Nomineret til "Best Individual Achievement: Character Animation"

Blockbuster Entertainment Awards
- 1998: Nomineret til "Favorite Animated Famliy Movie" og "Favorite Song from a Movie"

Casting Society of America
- 1998: Nomineret til "Best Casting for Animated Voiceover"

Golden Screen (Tyskland)
- 1998: Vandt "Golden Screen"

Los Angeles Film Critics Association Awards
- 1997: Vandt "Best Animation"

Motion Picture Sound Editors
- 1998: Vandt "Best Sound Editing – Animated Feature"
- 1998: Nomineret til "Best Sound Editing – Music Animation"

Young Artist Awards
- 1998: Nomineret til "Best Performance in a Voiceover – TV or Film – Young Actor"

## Trivia
- Da Phil og Herkules for første gang går ind i Phils hjem, slår Herkules sit hoved imod det, som Phil fortæller er masten fra skibet Argo. I den græske mytologi, blev skibets kaptajn, Jason, dræbt ved at masten ramte hans hoved, ironisk nok slår Phil også hovedet ind i masten, da Herkules hiver ham med udenfor igen.

- Herkules ses på et tidspunkt iført et løveskind, der forestiller Scar fra Disneys ældre klassiker Løvernes Konge som en viderebygning på den vittighed Zazu fortalte Mufasa; "Han kunne blive et nydeligt sengetæppe". Disney er især kendt for at benytte sig af disse skjulte elementer i deres tegnefilm.

- I den græske mytologi er der i alt ni muser. De fem er kun med i filmen: Kalliope (epik), Klio (historie), Melpomene (tragedie), Terpsichore (dans) og Thalia (komedie).

- I scenen, hvor man ser unge Herkules løbe foran en kærre, løber han på et tidspunkt under et monument, hvor tre mænd er ved at arbejde; to af mændene skal forestille instruktørerne Ron Clements og John Musker.

- Animatorerne brugte 6-14 timer på at lave rammen om hydraen, for at regne ud hvor mange hoveder den skulle have og hvordan de skulle laves.

- Den engelske udgave af Pine og Plage er Pain og Panic og er to ud af fire hjælpere til krigsguden Ares. Pain og Panic er direkte oversat fra Phobos og Deimos, og sjovt nok er "Phobos" og "Deimos" også navnene på to af planeten Mars' måner (Mars er det romerske navn for Ares). Dog er Phobos og Deimos, i Herkules-serien, i stedet Ares' to spolerede teenagesønner "Frygt" og "Rædsel".

- Rollen som Hades var den amerikanske James Woods yndlingsrolle, han har selv udtalt at han var så glad for den at hver gang Disney har spurgt efter ham til at være Hades, har han hjerteligt sagt ja. Heraf Kingdom Hearts, Disneys Interactive Hercules og Herkules-serien.

- I den græske mytologi var Megara oprindeligt prinsesse af Theben og blev skænket til Herakles efter han besejrede Orkhomenus, de fik sammen to børn.

- Stjernebilledet af kvinden med de flyvende skørter, der ses på himlen under sangen "Zero to Hero", er en reference til Marilyn Monroe.